# Gümüşdere, Kabadüz
Gümüşdere là một xã thuộc huyện Kabadüz, tỉnh Ordu, Thổ Nhĩ Kỳ. Dân số thời điểm năm 2010 là 125 người.